# Beata Tokaj
Beata Tokaj (ur. 1963) – polska urzędniczka państwowa, radca prawny, od 2014 do 2018 szef Krajowego Biura Wyborczego (do 2015 jako pełniąca obowiązki).

## Życiorys
Ukończyła studia prawnicze, uzyskała następnie uprawnienia radcy prawnego. W 1991 rozpoczęła pracę w Krajowym Biurze Wyborczym, gdzie przeszła kolejne szczeble awansu zawodowego, zajmując się w nim m.in. rejestrem korzyści. Publikowała m.in. w „Przeglądzie Wyborczym”. Od 2006 do 2014 była dyrektorem Zespołu Prawnego i Organizacji Wyborów, zaś w latach 2014–2018 pozostawała sekretarzem Państwowej Komisji Wyborczej.
Po dymisji Kazimierza Czaplickiego spowodowanej nieprawidłowościami przy organizacji wyborów samorządowych, 1 grudnia 2014 została pełniącą obowiązki szefa KBW. 23 lutego 2015 powołana na to stanowisko, sprawowała je do 3 marca 2018.
Współautorka książki Konsekwencje rewolucji w prawie wyborczym, czyli jak postawić krzyżyk i dlaczego w kratce (2018) i jej kontynuacji Słowniczek wyborczy – wybory 2018 (2018). W 2011 odznaczona Krzyżem Kawalerskim Orderu Odrodzenia Polski za wybitne zasługi w działalności na rzecz umacniania demokratycznego prawa wyborczego Rzeczypospolitej Polskiej. W 2000 otrzymała Srebrny Krzyż Zasługi.

## Kontrowersje
W 2018 roku opinię publiczną obiegła głośna informacja, że Beata Tokaj otrzymała 250 tys. zł nagrody od Wojciecha Hermelińskiego (ówczesnego przewodniczącego Państwowej Komisji Wyborczej) za lata, gdy nie organizowano żadnych ogólnokrajowych wyborów. Dodatkowo w roku 2015 w raporcie Najwyższej Izby Kontroli urzędniczce zarzucono brak wykształcenia i profesjonalizmu do piastowania stanowiska szefa KBW.